# Филип Пецшнер
Филип Пецшнер (на немски: Philipp Petzschner) е германски професионален тенисист. 

## Биография
Филип Пецшнер е роден на 24 март 1984 г. в Байройт, Германия. Филип играе тенис от 4-5-годишен, като за първи път хваща тенис ракета в училището на баща си. 
Пецшнер е женен за Дуи Пецшнер от 2010 г., те имат две деца, син Азис и дъщеря Натами Амина.

## Кариера
Филип Пецшнер е професионален тенисист от 2001 г. Като играч на двойки печели два от четирите турнира от големия шлем, Уимбълдън и US Оупън.
Любимата му настилка е бърза твърда, най-добрите елементи на играта са сервирането (той може да вкара топката в игра при скорост до 230 км/ч) и форхенд от задната линия. Благодарение на честата игра по двойки, германецът е много уверен на мрежата.

## Кариерна статистика

### ATP финали (1 титли; 3 финала)
|        | П–З | Година | Турнир               | Клас               | Настилка | Опонент          | Резултат                 |
| ------ | --- | ------ | -------------------- | ------------------ | -------- | ---------------- | ------------------------ |
| Победа | 1–0 | 2008   | Виена Оупън          | Международни Злато | Клей     | Гаел Монфис      | 6–4, 6–4                 |
| Загуба | 1–1 | 2011   | Хале Оупън           | 250 серии          | Трева    | Филип Колшрайбер | 6–7(5–7), 0–2 отказва се |
| Загуба | 1–2 | 2012   | Росмален Чемпиъншипс | 250 серии          | Трева    | Давид Ферер      | 3–6, 4–6                 |